# WorldDEM
WorldDEM (DEM für englisch Digital Elevation Measurements, zu deutsch „digitale Höhenmessungen“) ist ein globales digitales Höhenmodell. Es deckt die gesamte Landmasse der Erde ab und ist seit 2016 verfügbar.

## Datenakquisition

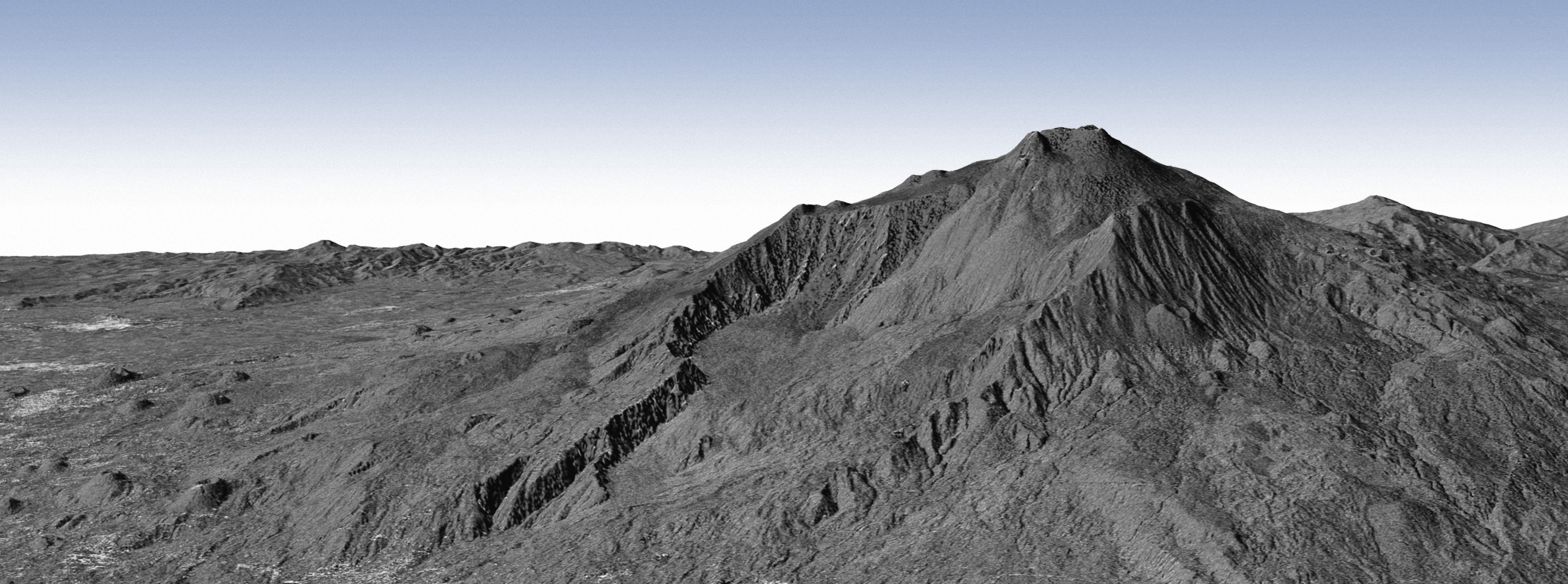
Radarbild der Satelliten TanDEM-X and TerraSAR-X

Die Datenbasis des WorldDEM wurde von den deutschen Radarsatelliten TerraSAR-X und TanDEM-X erfasst. Die Mission wurde im Rahmen einer öffentlich-privaten Partnerschaft zwischen dem Deutschen Zentrum für Luft- und Raumfahrt (DLR) und EADS Astrium implementiert.
Radarsensoren erfassen Daten sehr zuverlässig, da sie unabhängig von Wetter- und Lichtbedingungen arbeiten. Der wichtigste Vorteil der satellitenbasierten Datenakquisition ist damit die Erfassung eines globalen versatzfreien Höhenmodells, frei von Inhomogenitäten an regionalen oder nationalen Grenzen, die aus unterschiedlichen Messverfahren und zeitlich gestaffelten Kampagnen entstehen können.
TerraSAR-X und TanDEM-X fliegen im Abstand von zeitweise nur 200 m und bilden ein genaues Radarinterferometer im All. Die Daten wurden im bi-statischen Modus erfasst: Ein Satellit sendet das Radarsignal zum Boden, und beide Satelliten empfangen das vom Boden reflektierte Signal. Mit Hilfe von SAR-Interferometrie (InSAR) wurde die Phasendifferenz der empfangenen Signale ausgewertet und die Höheninformation abgeleitet.
Die Datenakquisition für das WorldDEM begann im Dezember 2010 und endete nach etwa drei Jahren. Die gesamte Landmasse der Erde wurde mindestens zweimal erfasst (schwierige Gebiete wurden bis zu viermal abgedeckt), um die finale konsistente Qualität und Genauigkeit sicherzustellen.

## Auflösung und Lizenz
WorldDEM besitzt eine Auflösung von 12 Metern mit einer relativen horizontalen Genauigkeit von 2 Metern. Dadurch können Objekte wie Häuser oder einzelne Bäume eindeutig dargestellt werden. WorldDEM wurde öffentlich finanziert, steht jedoch nicht unter freier Lizenz. Für die Nutzung sind Lizenzgebühren abhängig von der Größe und Auflösung des angeforderten Gebiets fällig.